# Roditeli strogogo rezjima
Roditeli strogogo rezjima (russisk: Родители строгого режима, da.: ~ Forældre med streng opdragelse) er en russisk spillefilm fra 2022 af Nikita Vladimirov.

## Medvirkende
- Jevgenij Tkatjuk som Boris Litvin
- Alisa Freindlich som Vera Litvina (Boris' mor)
- Aleksandr Adabasjan som Valentin Litvin (Boris' far)
- Olga Medynitj som Svetlana
- Igor Khripunov som Misha
- Vladimir Sytjjov
- Valerija Fjodorovitj
- Elena Rufanova